# Hasso von Bredow (Marineoffizier)

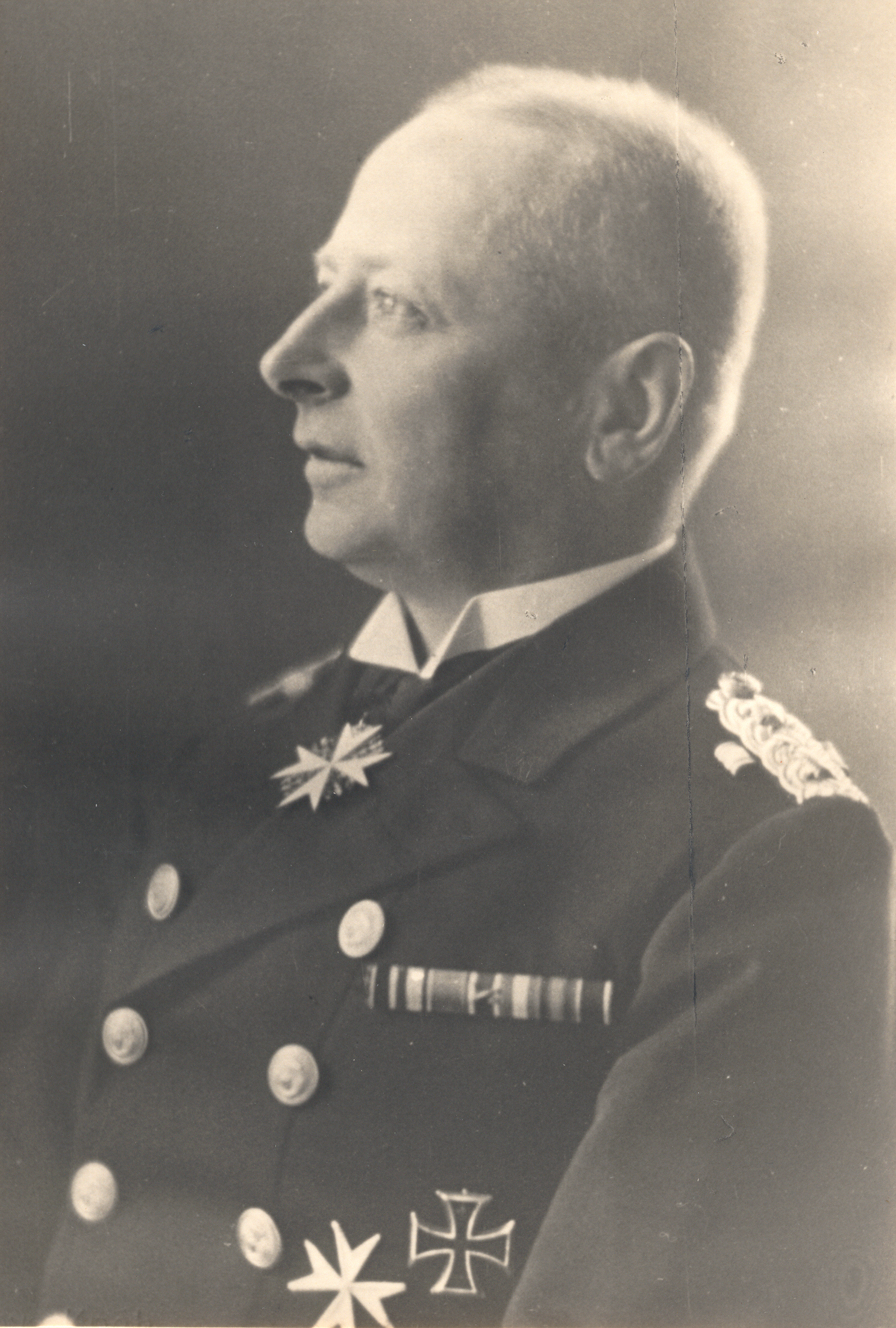
Porträtfotografie von Kapitän zur See Hasso von Bredow, 1927

Hasso Albrecht Ferdinand von Bredow (* 31. März 1883 in Neuruppin; † 16. Oktober 1966 in Köln) war ein deutscher Marineoffizier, zuletzt Konteradmiral der Kriegsmarine.

## Leben

### Herkunft
Hasso von Bredow wurde als Sohn des späteren Generals der Infanterie Hasso von Bredow (1851–1922) und seiner Frau Emilie, geb. von Zeuner (1859–1953), geboren. Sein jüngerer Bruder war der spätere Generalmajor Ferdinand von Bredow (1884–1934).

### Werdegang
Hasso von Bredow besuchte von 1894 bis 1901 das Kadettenkorps in Potsdam und Groß-Lichterfelde. Im April 1901 trat er der Kaiserlichen Marine bei. Er diente u. a. als III. Artillerieoffizier, später als I. Artillerieoffizier, auf dem Großlinienschiff König Albert und blieb auf dem Schiff bis zum Ende des Ersten Weltkriegs. Am 22. März 1913 wurde Bredow zum Kapitänleutnant befördert.
Nach dem Krieg war er im Kurland und Livland. Später kämpfte er im Freikorps Dohna und diente in der Marine-Brigade von Loewenfeld. Er wurde in die Reichsmarine übernommen und hier am 8. März 1920 zum Korvettenkapitän befördert. Ab 1922 war Kommandeur der Küstenwehrabteilung II und Küstenwehrabteilung I.
Vom 6. Oktober 1927 bis 11. Oktober 1929 war er Kommandeur der Marineschule Mürwik, erhielt am 1. April 1927 erst die Beförderung zum Fregattenkapitän und am 1. Dezember 1928 zum Kapitän zur See. 1931 war er in Personalunion Kommandant von Kiel, Hafenkapitän von Kiel und Marinekommissar des Kaiser-Wilhelm-Kanals. Am 30. September 1932 wurde Bredow mit dem Charakter als Konteradmiral aus der Reichsmarine entlassen, aber bereits im Oktober 1933 als E-Offizier wieder reaktiviert. Er wurde Leiter der Psychologischen Prüfstelle der Marinestation der Ostsee und blieb dies bis September 1939.
Vom 4. September 1939 bis 13. Oktober 1939 war er erneut Kommandeur der Marineschule Mürwik. Anschließend war er bis Juni 1940 Leiter der Dienststelle für Eignungsprüfung Kiel. Als Küstenbefehlshaber Pommern wurde er von Juni 1940 bis März 1943, von April bis Mai 1941 durch Konteradmiral Erich Mahrholz vertreten, eingesetzt. Am 1. Januar 1941 wurde er Konteradmiral. Am 31. Mai 1943 wurde er z. V. gestellt.
Von 1945 bis 1954 war er in russischer Kriegsgefangenschaft.

### Familie
Am 29. Oktober 1924 heiratete Bredow in Wülfrath Maria Ludowigs (* 1891). Maria Ludowigs war bereits mit Theodor Bauer (1880–1961), Bruder von Thea Bauer, verheiratet gewesen. Sein Bruder Ferdinand war der Schwager von Richard Bauer, dem anderen Bruder von Thea Bauer.